# Ji (État)
Pour les articles homonymes, voir Ji.
Ji (chinois simplifié:蓟;chinois traditionnel:薊;pinyin:Jì) était un ancien État du nord de la Chine sous les dynasties Shang et Zhou de l'Ouest, du XIe siècle au VIIe siècle av. J.C. L'État était basé dans la ville fortifiée de Ji (en), ou Jicheng (en), située dans le quartier moderne de Guang'anmen, au sud-ouest de Pékin. Vers le VIIe siècle av. J.-C., Ji a été conquise par l'État de Yan, qui a pris la ville de Ji comme capitale. La ville est restée le principal centre urbain de la région jusqu'au XIIIe siècle, lorsque Kubilai Khan a construit la plus grande ville de Dadu au nord-ouest, qui a finalement absorbé la ville de Ji.

## Histoire

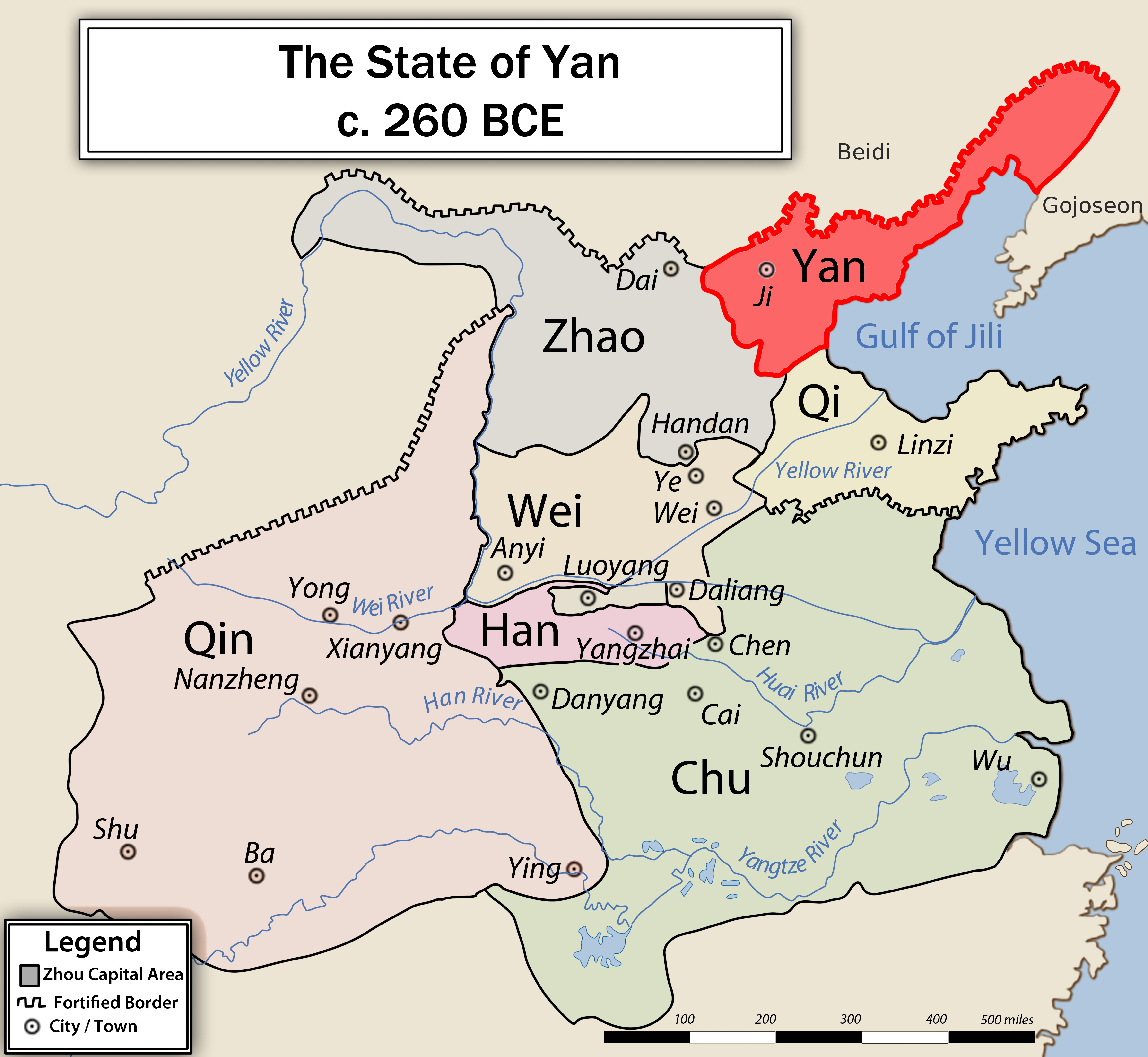
Ji, indiquée sur la carte de la période des Royaumes combattants, comme la capitale de l'État de Yan.

Ji était un petit état pendant la dynastie Shang qui était habité par une tribu qui serait descendue de l'Empereur Jaune, et est devenu l'un des états vassaux de la dynastie Zhou. Selon les archives du grand historien de Sima Qian, le roi Wu de Zhou, dans la 11ème année de son règne, a déposé le roi Zhou de Shang et a conféré des titres aux nobles de son domaine, y compris les dirigeants des cités-états de Ji et Yan. Selon le Livre des Rites, le roi Wu de Zhou était si désireux d'établir sa légitimité après sa victoire au combat sur les Shang qu'avant de descendre de son chariot, il nomma les descendants de l'Empereur Jaune à l'État de Ji. C'était la première mention de Ji dans l'histoire. La 11ème année du règne du roi Wu de Zhou se rapproche de -1045. Le gouvernement municipal de Pékin désigne 1045 av. J.-C. comme la première année de l'histoire de la ville[réf. nécessaire].
La capitale de l'état était la ville de Ji (en) ou Jicheng (en) (chinois simplifié:薊城;chinois traditionnel:蓟城;pinyin:Jìchéng). La ville était située dans la partie sud-ouest de l'actuelle Pékin, juste au sud de Guang'anmen dans les districts de Xicheng et de Fengtai. Vers le VIIe siècle av. J.-C., Ji fut conquis par son voisin Yan, qui fit de la ville de Ji (en) sa capitale.